# ふじてんスノーリゾート
ふじてんスノーリゾートは、山梨県南都留郡鳴沢村にあるスキー場。富士観光開発が運営・管理をおこなっている。旧称富士天神山スキー場。

## 概要
1986年開業。2000年に現在の名前に改称してリニューアルオープン。山梨県南部にあるスキー場であるが標高が高い地域にあること、自然雪に比べ溶け難く、カナダの自然雪のように良質な人工雪を作り出す降雪システム（2014年 新型導入）を駆使する為、シーズンは12月上旬から4月上旬と近隣地域のスキー場より比較的長い。東京方面から比較的近く、またそりコースやエア遊具等の子ども向けの施設も大変充実しているため家族連れを中心に賑わう。また、外国人専用のそりゲレンデも併設しており、アジア圏やイスラム圏を中心に外国人観光客でも賑わう。若者を中心に人気のスノーパークではアイテム数も多く、随時係員の整備が行き届き安心して楽しむ事ができる。
晴天時はセンターハウスから富士山がよく見えることや晴天率の高さも人気を博している理由でもある。初中級者向けのコースが多く、上級者コースが少ない。
尚、木製や鉄製のそり、スノースクート、スノーデッキ等はコース全面で滑走禁止である。
2013年7月からは、夏場（ＧＷ～11月初旬）でも従来のスキーやスノーボードで滑る事ができるサマーゲレンデを始め、マウンテンバイク、マウンテンボード、グラススキー、ランニングバイク等の芝生の上で楽しめるスポーツも多種に渡り、2013年10月からは、国内では珍しい林間起伏フィールドを有するサバイバルゲームフィールド「フジ・フォレスト・フォース（通称：エフスリー）」も開設し、様々なイベントを多数開催。
また、1997年には第一回フジロック・フェスティバルが開催された事でも知られる。
2016年1月より圧雪車（ゲレンデ整備に使用される業務用雪上車）に体験乗車できる無料サービスも提供中。
2018年12月下旬より敷地内の天神山山頂（標高1,421m）から富士山や河口湖を一望できる展望デッキと観光リフトの運行も予定している。

## 施設
- センターハウス（レストラン2店舗、ロッカー、更衣室、託児所、売店、ショップなど）
- レンタル棟（スキー・スノーボードなどのレンタル）
- ちびっこ愛ランド（そりゲレンデ中心の子供向けエリア）
- スノーパーク（ジャンプ台等のアイテム設置エリア）
- エフスリー（サバイバルゲームフィールド：夏季のみ）
- リフト4基（高速クワッド×1、2人乗×3）
- 富士山展望リフト（観光リフト：2018年12下旬以降　通年運行）
- ナイター設備あり
- 駐車場：2500台収容

## アクセス
車
中央自動車道河口湖ICより約13km
鉄道
富士山麓電気鉄道富士急行線河口湖駅よりタクシー約20分